# 入江玲於奈
入江 玲於奈（いりえ れおな、1990年12月18日 - ）は、日本の男性声優。神奈川県出身。アトミックモンキー所属。

## 略歴
元々は脚本家を目指していたが、星新一やSF小説が好きになり、宮部みゆきの小説を読み始め、当初は小説を書くことを考えていたものの、舞台の戯曲を読むようになり、鴻上尚史の「第三舞台」の脚本を読み「こういうのを書いてみたい！」ということから声優を目指したという。
高校から文化学院に進学し、高校時代は大学付属学校であったことから、自身の代まで専門学校では6〜7年しかいなかったという。文化学院に関しては、演劇・声優コースができたばかりであり、自身が第一期生であった。18歳の頃、文化学院のオーディションに合格し、『榎本温子の声優文化研究所』（文化放送『A&G 超RADIO SHOW〜アニスパ!〜』内）に出演し、初めてアシスタントを担当し、後に乙女ゲーム等にも出演。進路となった頃より文化学院のホールにて『アニスパ！』をする機会があったことをきっかけにアトミックモンキーのオーディションが文化学院が開催され、それを受けたことで所属が決定した。また、その後は所属に向け勉強可能な「ゼミ科」に所属した。
2015年、西山宏太朗、谷口悠とともにエンターテインメント集団「大井町クリームソーダ」を結成。

## 人物
妹がいる。
趣味として剣道とベースをそれぞれ挙げている。

## 出演
太字はメインキャラクター。

### テレビアニメ
2016年
- 刀剣乱舞-花丸-（2016年 - 2018年、前田藤四郎） - 2シリーズ
- CHEATING CRAFT（息子、東大寺左京）

2017年
- 賭ケグルイ（男子生徒）

2018年
- カードファイト!! ヴァンガード（FF構成員C）

2020年
- ジビエート（紫苑）
- エタニティ 〜深夜の濡恋ちゃんねる♡〜（滝沢、坂田） - 通常版

2022年
- アオアシ（成京選手）
- 遊☆戯☆王ゴーラッシュ!!（少年）

2024年
- 刀剣乱舞 廻 -虚伝 燃ゆる本能寺-（前田藤四郎）
- ハズレ枠の【状態異常スキル】で最強になった俺がすべてを蹂躙するまで（廃棄者）

### ゲーム
2014年
- 白猫プロジェクト（ヨシオ・ガーデンリーヴス）
- BinaryStar（ニイナ・ミチル）
- プリPia〜プリンスPia♥キャロット〜（立花心路）
- プリンスPia♥キャロット（立花心路）

2015年
- 絶対迷宮 秘密のおやゆび姫（ゴビー、黒の魔法使いガルーシェ）
- 刀剣乱舞（前田藤四郎）

2018年
- 乙女剣武蔵（宍戸梅軒）
- でみめん（サタン）
- Collar×Malice（石上美帆、サイ犯同僚A）

2019年
- モンスターストライク（2019年 - 2023年、リゲル、ゼクス）
- Memories of Link（アレックス）

2022年
- eBASEBALLパワフルプロ野球2022（江守陽）

### デジタルコミック
- ブラックジャックによろしく（2013年、斉藤英二郎）
- ULTRAMAN（2019年、倉田）

### ラジオ
※はインターネット配信。
- 文化学院presents小西克幸・小川麻琴のぶんぶんシアター（文化放送：ぶんぶん通信担当）
- アニ○ズのわいわいきゃいきゃい!（2012年、AG-ON※・ニコニコ動画※・HiBiKi Radio Station※[23]・音泉※[24]）
- ウィンドブレイカー壊 公式ラジオ番組『ラジオブレイカー』（2013年、ニコニコ動画※）
- A&G ARTIST ZONE 2h（超!A&G+※）アシスタント・パーソナリティ
  - A&G ARTIST ZONE 吉田仁美の2h（2014年、超!A&G+※）
  - A&G ARTIST ZONE AiRIの2h（2014年、超!A&G+※）
  -  A&G ARTIST ZONE 佐土原かおりの2h（2015年、超!A&G+※）
- 柿原徹也と入江玲於奈のメガトレステーション!!!（2014年 - 2018年、ニコニコ動画※・YouTube※）
- 入江玲於奈のくだラジ!（2015年 -　不定期、ツイキャス※）
- 大井町クリームソーダのシュワシュワオーバーフロー（2015年 - 2017年、アニメイトTV※）[25]
- 大井町クリームソーダのシュワシュワオーバーフロー・エコータイム（2017年 - 、HiBiKi Radio Station※）
- 矢作紗友里・入江玲於奈 爽快ほろ酔いラジオ 麦汁（2018年 - 、ニコニコ動画※）
- そんたくかんじょう（2018年 - 、ニコニコ動画、YouTube※）
- U-nite!「入江玲於奈のSound Wagon」（2019年 - 、TOKYO FM：月1回出演、JFN PARK※：毎週配信）
- RADIO HAMAMATSUCHO（2020年 - 、文化放送・超!A&G+※）[26]
- 海鮮納豆ばくだん（2021年 - 、ラジ友※）

### ラジオドラマ
- ウィンドブレイカー壊（火賀燃）

### 人形劇
- ファンターネ!（ルチータ[27]、ライオン）

### 舞台
- 『Lunatic Syndrome』アレン
  - 『Lunatic Syndrome〜Special〜』
- 大井町クリームソーダ[28]
  - オムニバスストーリー「天使のお仕事」（2015年10月18日 - 19日、池袋GEKIBA）
  - オムニバスストーリー「ワンルーム★ワンダフル」（2016年6月11日 - 12日、ウェストエンドスタジオ）
  - サイバーパンク・ラブストーリー（2016年12月10日 - 11日、TACCS1179）
  - ABIKO（2017年10日20日 - 22日、TACCS1179）
  - 巡愛奇譚（2018年6月22日 - 24日、シアターグリーン BIG TREE THEATER）
  - シロツメクサ有り余り、そして咲き誇る（2019年4月26日 - 29日、池袋シアターグリーンBIG TREE THEATER）
  - クリコとクリオの2週間（2019年12月5日 - 15日、萬劇場）
- 朗読劇「あの星に願いを」（2020年11月25日 - 29日、六行会ホー
ル）
- 朗読劇「はなしぐれ」（2024年1月24日 - 28日、CBGKシブゲキ!!）[29]
- おかあさんといっしょファミリーコンサートたいせつなもの、なあに

### イベント
- 入江玲於奈と篠崎昌子のぶんぶんトークライブ
- 小野友樹1stLIVE〜三十路へのプレリュード〜（裏MC）
- 大井町クリームソーダ[28]
  - "TALK!"「悪魔のお休み」
  - "TALK!"「おしゃべりの部屋」
  - "TALK!" 「サイバーパンク・トークショー」
  - "TALK!" 「スーパーヒツマブシトークライブ」
  - "TALK!" 「スーパーサザヅカファンタジー」
  - "TALK!" 「ウルトラカンナイエクスタシー」
  - "TALK!" 「巡愛奇譚 語らい会」
  - "TALK!" 「メッチャタコヤキトークショー」
  - "TALK!" 「スーパーサザヅカファンタジーR」
  - "TALK!" 「ハイパー牛タントークショー」

### DVD
- 柿原徹也と小野友樹が、とっても楽しんじゃいました!（2012年12月22日）

### CM
- キッズステーション「年末年始大王」（2019年 - ） - 家来 役（木村昴（大王役）と共演）

### 映像番組
- オールナイト声優フジ 第7夜（2023年、FOD）

### その他コンテンツ
- 石川英郎のアニ○スタジオ（2011年11月 - 2013年3月、ニコニコ生放送）（新人声優ユニット「アニ○ズ」として出演）

## ディスコグラフィ

### キャラクターソング
| 発売日   | 商品名                            | 歌 | 楽曲                         | 備考                                                |
| 2016年   | 2016年                            | 2016年 | 2016年                       | 2016年                                              |
| -------- | --------------------------------- | --- | ---------------------------- | --------------------------------------------------- |
| 10月26日 | 刀剣乱舞-花丸- 歌詠集其の二       | 前田藤四郎（入江玲於奈）、薬研藤四郎（山下誠一郎）、五虎退（粕谷雄太）、秋田藤四郎（山谷祥生）、乱藤四郎（山本和臣）、平野藤四郎（浅利遼太）、厚藤四郎（山下大輝） | 「花の薫りは叶枝垂れ」       | テレビアニメ『刀剣乱舞-花丸-』エンディングテーマ    |
| 11月23日 | 刀剣乱舞-花丸- 歌詠集其の四       | 前田藤四郎（入江玲於奈）、鯰尾藤四郎（斉藤壮馬）、薬研藤四郎（山下誠一郎）、五虎退（粕谷雄太）、秋田藤四郎（山谷祥生）、乱藤四郎（山本和臣）、平野藤四郎（浅利遼太）、骨喰藤四郎（鈴木裕斗）、厚藤四郎（山下大輝）、博多藤四郎（大須賀純）、一期一振（田丸篤志）                                                                         | 「恋と浄土の八重桜」         | テレビアニメ『刀剣乱舞-花丸-』エンディングテーマ    |
| 12月7日  | 刀剣乱舞-花丸- 歌詠集其の五       | にっかり青江（間島淳司）と幽霊退治戦隊 | 「にっかり妖かし数え唄」     | テレビアニメ『刀剣乱舞-花丸-』エンディングテーマ    |
| 2017年   |                                   | |                              |                                                     |
| 12月6日  | 『刀剣乱舞-花丸-』歌詠全集        | 花丸刀剣男士一同 | 「花丸◎日和！ 47振りver.」   | 劇場アニメ『刀剣乱舞-花丸- 〜幕間回想録〜』主題歌   |
| 2018年   |                                   | |                              |                                                     |
| 1月17日  | 続『刀剣乱舞-花丸-』歌詠集 其の二 | 大和守安定（市来光弘）、加州清光（増田俊樹）、へし切長谷部（新垣樽助）、今剣（山下大輝）、前田藤四郎（入江玲於奈）、にっかり青江（間島淳司）、蜂須賀虎徹（興津和幸）、陸奥守吉行（濱健人） | 「花丸印の日のもとで ver.2」 | テレビアニメ『続 刀剣乱舞-花丸-』オープニングテーマ |
| 2月21日  | 続『刀剣乱舞-花丸-』歌詠集 其の七 | 前田藤四郎（入江玲於奈）、鯰尾藤四郎（斉藤壮馬）、薬研藤四郎（山下誠一郎）、五虎退（粕谷雄太）、秋田藤四郎（山谷祥生）、乱藤四郎（山本和臣）、平野藤四郎（浅利遼太）、骨喰藤四郎（鈴木裕斗）、厚藤四郎（山下大輝）、博多藤四郎（大須賀純）、一期一振（田丸篤志）、後藤藤四郎（村田太志）、信濃藤四郎（小林裕介）、包丁藤四郎（宮田幸季） | 「鈴生り時にて」             | テレビアニメ『続 刀剣乱舞-花丸-』エンディングテーマ |

### その他参加楽曲
| 発売日         | 商品名  | 歌      | 楽曲        | 備考 |
| -------------- | ------- | ------- | ----------- | ---- |
| 2012年12月26日 | Stride! | アニ○ズ | 「Stride!」 |      |

### シリーズ一覧
1. ↑  第1期（2016年）、第2期『続 刀剣乱舞-花丸-』（2018年）

### ユニットメンバー
1. ↑  前田藤四郎（入江玲於奈）、鯰尾藤四郎（斉藤壮馬）、薬研藤四郎（山下誠一郎）、五虎退（粕谷雄太）、秋田藤四郎（山谷祥生）、乱藤四郎（山本和臣）、平野藤四郎（浅利遼太）、骨喰藤四郎（鈴木裕斗）、厚藤四郎（山下大輝）、博多藤四郎（大須賀純）
2. ↑  大和守安定（市来光弘）、加州清光（増田俊樹）、へし切長谷部（新垣樽助）、今剣（山下大輝）、前田藤四郎（入江玲於奈）、にっかり青江（間島淳司）、蜂須賀虎徹（興津和幸）、陸奥守吉行（濱健人）、鯰尾藤四郎（斉藤壮馬）、歌仙兼定（石川界人）、宗三左文字（泰勇気）、薬研藤四郎（山下誠一郎）、燭台切光忠（佐藤拓也）、五虎退（粕谷雄太）、山姥切国広（前野智昭）、獅子王（逢坂良太）、石切丸（高橋英則）、秋田藤四郎（山谷祥生）、乱藤四郎（山本和臣）、鳴狐（浅沼晋太郎）、愛染国俊（山下誠一郎）、同田貫正国（櫻井トオル）、鶴丸国永（斉藤壮馬）、平野藤四郎（浅利遼太）、骨喰藤四郎（鈴木裕斗）、厚藤四郎（山下大輝）、小夜左文字（村瀬歩）、鶯丸（柿原徹也）、堀川国広（榎木淳弥）、和泉守兼定（木村良平）、太郎太刀（泰勇気）、二郎太刀（宮下栄治）、大倶利伽羅（古川慎）、三日月宗近（鳥海浩輔）、博多藤四郎（大須賀純）、山伏国広（櫻井トオル）、御手杵（浜田賢二）、江雪左文字（佐藤拓也）、浦島虎徹（福島潤）、一期一振（田丸篤志）、蜻蛉切（櫻井トオル）、日本号（津田健次郎）、小狐丸（近藤隆）、岩融（宮下栄治）、蛍丸（井口祐一）、明石国行（浅利遼太）、長曽祢虎徹（新垣樽助）
3. ↑  入江玲於奈、島﨑信長、鈴木裕斗、西山宏太朗